# El Soldadito Pepe
El Soldadito Pepe fue una serie de historietas desarrollada por José Sanchis a partir de 1948, mayormente para la revista "Jaimito" de la Editorial Valenciana, así como su primer personaje fijo.

## Trayectoria editorial
El Soldadito Pepe se publicó por primera vez en el calendario del Taco Myrga en 1948 y posteriormente empezó a aparecer en la revista "Jaimito". Fue el propio director de la revista, José Soriano Izquierdo, quien poco después la admitió como serie fija, destinándole generalmente la portada posterior. Con los años, Sanchis empezó a desarrollar aventuras de más de una página, como ya hiciera con Pumby.

## Argumento y personajes
El humor de la serie se sustenta en los conflictos entre el soldadito Pepe y su Jefe, pero sin la virulencia que podía ser característica de la escuela Bruguera. Todo transcurre además en un mundo de ficción de ambientación decimonónica donde la guerra que su nación mantiene contra los napolandenses se presenta como un juego y es parodiada a la manera de los chistes coetáneos del humorista Miguel Gila.

## Valoración
En opinión del investigador Juan Antonio Ramírez, El Soldadito Pepe fue, a pesar de las imposiciones industriales, una serie infantil de calidad hasta que los años setenta empezó a sufrir la influencia del violento estilo de Bruguera. Mayor calidad tuvo siempre Pumby, que permitía a su autor desplegar toda su fantasía.